# 하시마시
하시마시(일본어: 羽島市)는 일본 기후현에 있는 시이다. 기후현에서 유일하게 신칸센 역이 있는 자치체이다.
시내에 있는 도카이도 신칸센의 역, 메이신 고속도로의 인터체인지, 점포, 지점 등에서 기후하시마(岐阜羽島)라는 이름을 사용하는 곳이 많기 때문에 이곳을 가리켜 기후하시마라고 부르는 경우도 많다.

## 지리
기후현 남부의 충적평야인 노비평야에 위치하고 대부분이 모래땅이다. 동쪽의 기소강, 서쪽의 나가라강 사이에 끼어 있지만 이전에는 바닥이 얕은 거대 하천과 그 지류가 그물 모양으로 존재했기 때문에 빈번히 수해에 휩쓸렸다. 그 때문에 윤중이 발달했지만 지금은 거의 없어졌다. 하지만 윤중 제방 위에 만들어진 사당과 신사가 점재하고 윤중의 경계에서 토지의 높이가 다르기도 해 그 흔적은 많이 남아 있다. 물은 풍부하고 이전에는 수미터만 파면 지하수가 나왔다. 겨울에는 이부키산에서 이부키 바람이 분다.

## 인접하는 자치체
- 기후현
  - 기후시, 오가키시, 가이즈시, 하시마군 가사마쓰정, 안파치군 안파치정, 와노우치정
- 아이치현
  - 이치노미야시, 이나자와시

## 역사
7천 년 전에 이곳은 바다였는데 율령 체제가 확립된 다음에는 오와리국의 하구리군과 나카시마군 관할이 되었다. 헤이안 시대 말기에 겐페이 전쟁이 나가라강변에서 벌어졌다. 무로마치 시대에는 오다씨와 도키씨, 사이토씨가 이 지역 주변에서 소규모 전투를 반복하다가 이후 오다 노부나가의 지배하에 들어갔다.
1584년에 다케가하나성이 도요토미 히데요시에 의해 공략되어 전화를 입었다. 1586년에 기소강에서 대홍수가 일어나 유로가 현재와 같이 하시마시의 동쪽이 되었다. 1600년에도 세키가하라 전투로 다시 다케가하나성이 공격받았다.
메이지 시대에 홍수는 1925년의 요하니스 데 레이케에 의한 기소 삼강 분류 공사로 수습되었고 이후 홍수 발생은 줄어들었다. 1954년 4월 1일에 하시마군 마사키촌, 아지카촌, 아구마촌, 다케가하나정, 가미나카시마촌, 시모나카시마촌, 에기라촌, 홋쓰촌, 후쿠주촌 및 구와바라촌이 합병해 하시마시가 되었다. 시명은 군명(유래는 하구리군 및 나카시마군)과 연관된다.

## 인구
| 연도 | 인구   | ±%     |
| ---- | ------ | ------ |
| 1970 | 48,075 | —      |
| 1980 | 56,975 | +18.5% |
| 1990 | 61,460 | +7.9%  |
| 2000 | 64,713 | +5.3%  |
| 2010 | 67,197 | +3.8%  |
| 2020 | 65,649 | −2.3%  |

|                                              | |
| 하시마시의 전국의 연령별 인구 분포（2005년） | 하시마시의 연령·남녀별 인구 분포（2005년）                                                                                |
| ■자주색 ― 하시마시 ■녹색 ― 일본전국          | ■파랑색 ― 남자 ■빨간색 ― 여자                                                                                             |
| · 하시마시（에 해당되는 지역）의 인구추이    | |
| 일본 총무성 통계국 국세조사 결과             | |
|                                              | 이 그래프는 더 이상 지원되지 않는 레거시 그래프 확장 기능을 사용하고 있습니다. 새로운 차트 확장 기능으로 변환해야 합니다. |

## 교통

### 철도
- 도카이 여객철도
  - 도카이도 신칸센

- 나고야 철도
  - 다케하나선
  - 하시마선

### 도로
- 메이신 고속도로